# Делиси (станция метро)
«Дели́си» (груз. დელისი) — станция Тбилисского метрополитена. Расположена на Сабурталинской линии в Тбилиси. Единственная в метрополитене односводчатая станция неглубокого заложения.
Открыта 15 сентября 1979 года в составе пускового участка Сабурталинской линии «Садгурис моедани-2» — «Делиси».
Находится в районе Делиси, от которого и получила своё название. В 1995—2007 годах именовалась «Виктор Гоциридзе» (в честь строителя Тбилисского метрополитена; в 2011 году его именем была названа другая станция).
После открытия станции «Важа-Пшавела» 2 апреля 2000 года и до открытия станции «Государственный Университет» была станцией с зонным оборотом. Часть поездов после оборота следовала до станции «Садгурис Моедани-2», а часть до «Важа-Пшавела» по единственному второму главному пути. Рядом со ступенями западного вестибюля до открытия «Государственного Университета» был установлен специальный дисплей который показывал до какой станции едет поезд на пути в сторону «Садгурис Моедани-2»
До 18 июля 2018 года была последней станцией Тбилисского метро, где на путевой стене было название на русском языке. После оно было демонтировано по причине несоответствия двуязычному — грузино-английскому — стандарту, как сообщила мэрия. В настоящее время на этом месте находится полотно для рекламы.

## Галерея

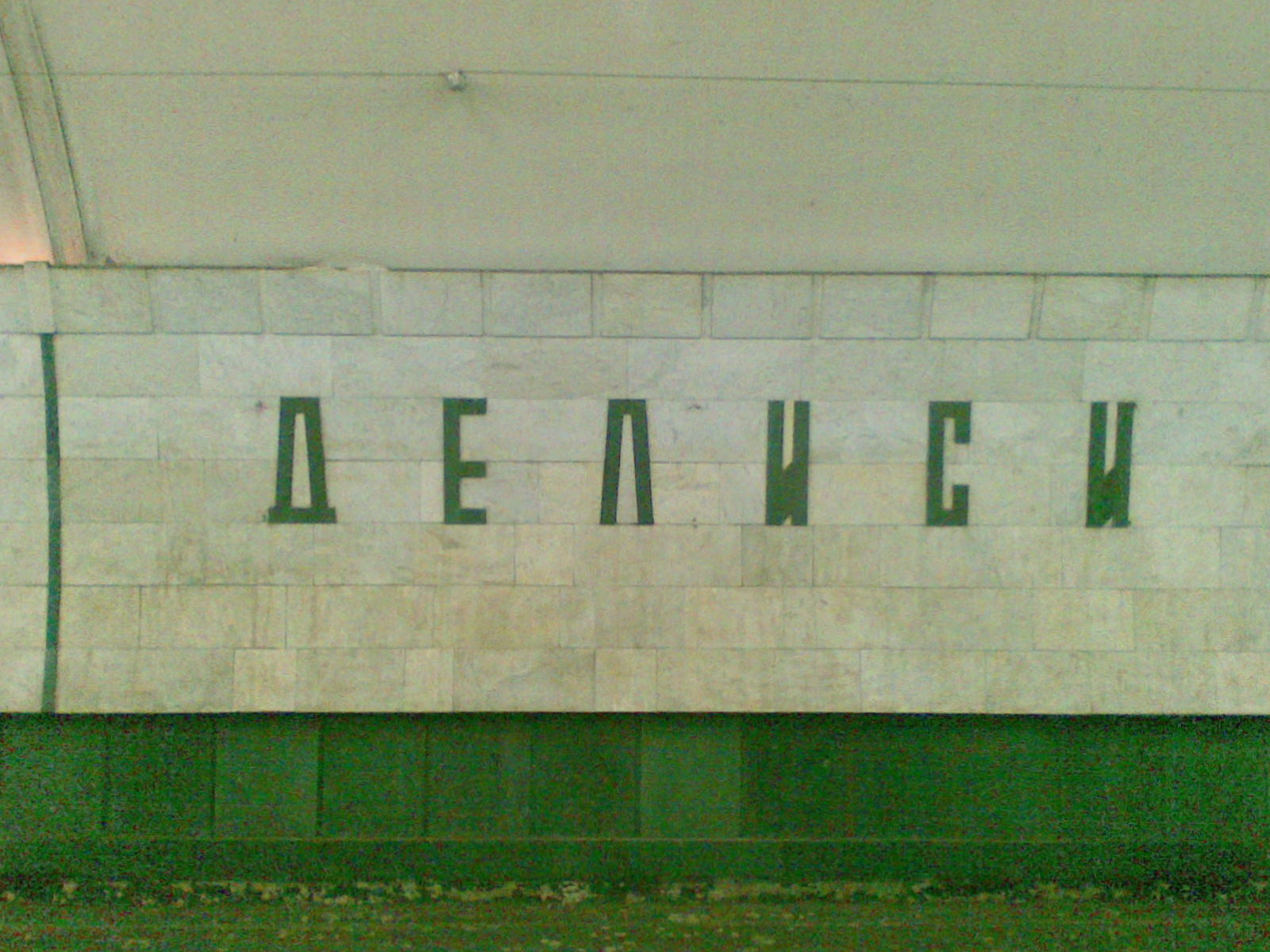
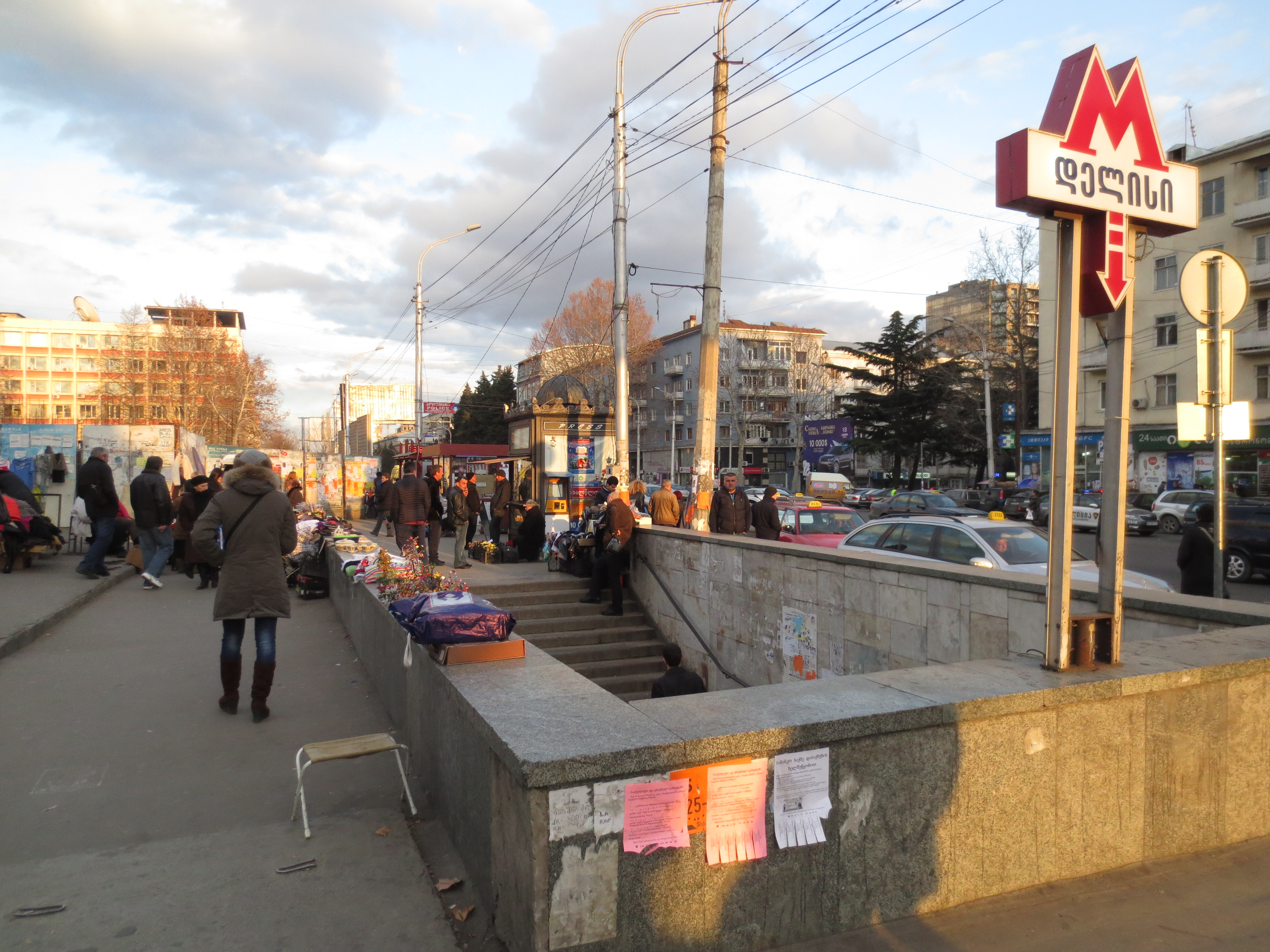